# Елисей Сумский

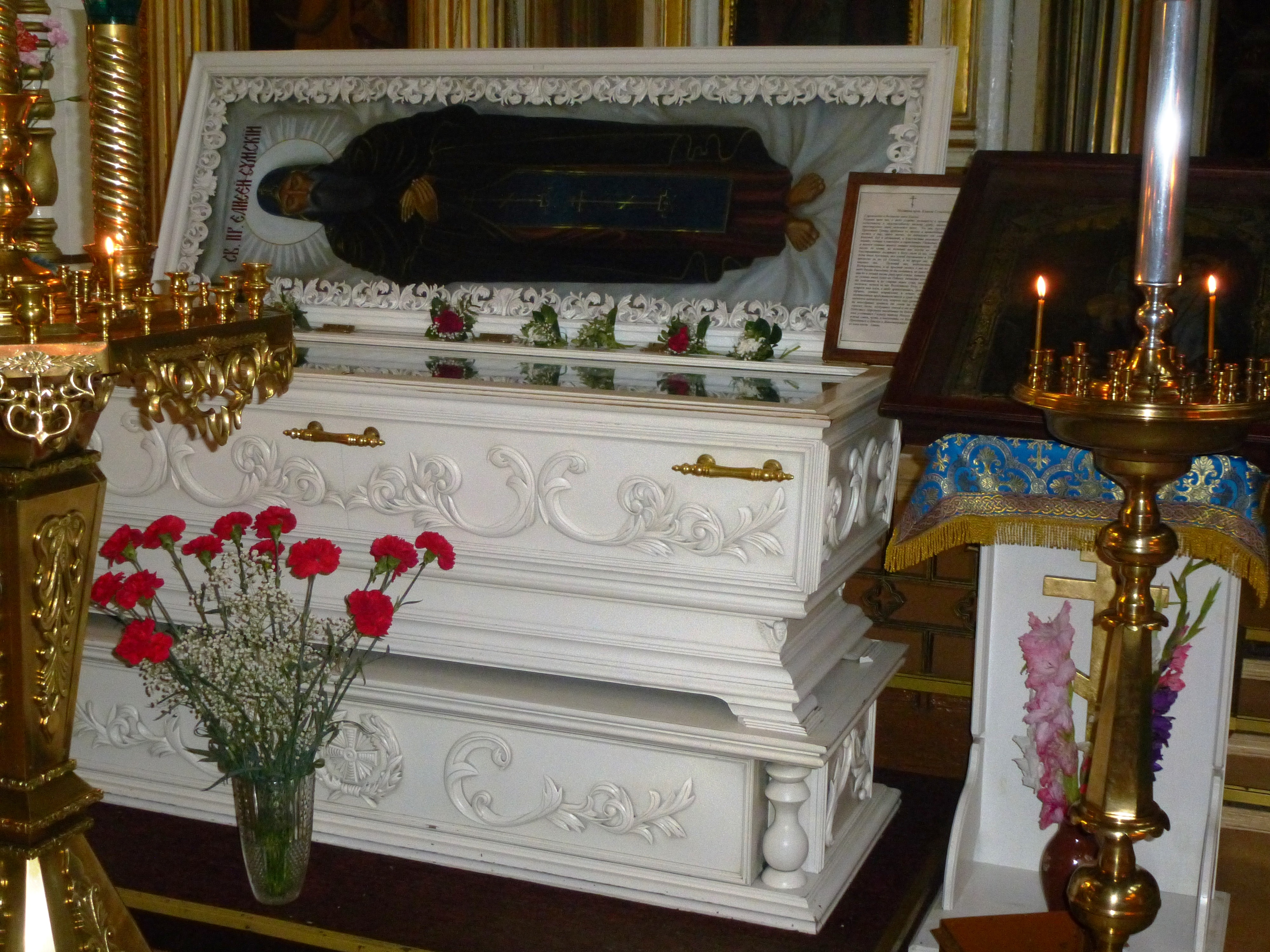
Мощи преподобного Елисея Сумского в Крестовоздвиженском соборе Петрозаводска

Елисе́й Су́мский (Сумско́й), Соловецкий чудотворец — русский православный святой, преподобный. Жил в XV веке в селе Сума (ныне Сумский Посад). Постриженик Соловецкого монастыря.
О жизни Елисея Сумского известно мало.
Сведения о нём содержатся в «Чуде о некоем черньци Елесеи имянем» в Первоначальной редакции Жития преподобных Зосимы и Савватия Соловецких — перед смертью он с четырьмя монахами-старцами по благословению своего настоятеля трудился на рыбной ловле на реке Выг, у порога Золотца, в 60 верстах от монастыря. Чувствуя приближение смерти, он желал принять схиму. Ближайший иеромонах находился за шестьдесят вёрст, в Суме, куда по воде он и был доставлен старцами.
В XVIII веке причислен к лику святых. Тело его было погребено за алтарём церкви во имя Николая Чудотворца в Суме.
Память празднуется 14 (27) июня.
В Сумском Посаде находится храм во имя Елисея Сумского.
В июле 1929 года мощи Елисея Сумского были вскрыты представителями органов госуправления и переданы на хранение в фонды Карельского государственного краеведческого музея.
В 1990 году мощи возвращены Русской православной церкви и находятся в Крестовоздвиженском соборе Петрозаводска.
7 января 2019 года на Великой вечерне в Крестовоздвиженском соборе, которую возглавил митрополит Петрозаводский и Карельский Константин, совершилось чудо — начали благоухать мощи преподобного Елисея Сумского.